# Io capitano
Io capitano is een Italiaans-Belgisch-Franse film uit 2023, geregisseerd en mede geschreven en geproduceerd door Matteo Garrone.

## Verhaal
Het verhaal gaat over de reis van twee jonge Afrikaanse mannen, Seydou en Moussa. die besluiten Dakar te verlaten om Europa te bereiken. Het toont hun tocht door de woestijn, de verschrikkingen van detentiecentra in Libië en de gevaren van de zee.

## Rolverdeling
| Acteur         | Personage |
| -------------- | --------- |
| Seydou Sarr    | Seydou    |
| Moustapha Fall | Moussa    |

## Productie
De film is gebaseerd op een origineel idee van regisseur Matteo Garrone, die het scenario schreef samen met Massimo Gaudioso, Massimo Ceccherini en Andrea Tagliaferri.
De filmopnames, met niet-professionele acteurs, duurden 13 weken en gingen door in Dakar, Senegal, Marokko en Italië.

## Release en ontvangst
Io capitano ging op 6 september 2023 in première in de officiële competitie van het Filmfestival van Venetië waar hij verscheidene prijzen in de wacht sleepte en kwam op 7 september uit in de Italiaanse bioscopen. De film kreeg positieve kritieken van de filmcritici, met een score van 100% op Rotten Tomatoes, gebaseerd op 31 beoordelingen. De film werd geselecteerd als Italiaanse inzending voor de beste niet-Engelstalige film voor de 96ste Oscaruitreiking en werd genomineerd.

## Prijzen en nominaties
De belangrijkste:
| Jaar | Prijs                    | Categorie                                     | Genomineerde(n)               | Uitslag     |
| ---- | ------------------------ | --------------------------------------------- | ----------------------------- | ----------- |
| 2024 | Golden Globes            | Beste film – niet-Engelstalig                 | Beste film – niet-Engelstalig | Genomineerd |
| 2023 | 36e Europese Filmprijzen | Beste film                                    | Matteo Garrone                | Genomineerd |
| 2023 | 36e Europese Filmprijzen | Beste regisseur                               | Matteo Garrone                | Genomineerd |
| 2023 | Filmfestival van Venetië | Gouden Leeuw                                  | Matteo Garrone                | Genomineerd |
| 2023 | Filmfestival van Venetië | XXXV CICT - UNESCO "Enrico Fulchignoni"-prijs | Matteo Garrone                | Gewonnen    |
| 2023 | Filmfestival van Venetië | Civitas-prijs                                 | Matteo Garrone                | Gewonnen    |
| 2023 | Filmfestival van Venetië | Edipo Re-prijs                                | Matteo Garrone                | Gewonnen    |
| 2023 | Filmfestival van Venetië | FEDIC-prijs voor beste film                   | Matteo Garrone                | Gewonnen    |
| 2023 | Filmfestival van Venetië | Francesco Pasinetti-prijs                     | Matteo Garrone                | Gewonnen    |
| 2023 | Filmfestival van Venetië | Green Drop-prijs                              | Matteo Garrone                | Gewonnen    |
| 2023 | Filmfestival van Venetië | ImpACT-prijs                                  | Matteo Garrone                | Gewonnen    |
| 2023 | Filmfestival van Venetië | Lanterna Magica-prijs                         | Matteo Garrone                | Gewonnen    |
| 2023 | Filmfestival van Venetië | Leoncino d'Oro-prijs                          | Matteo Garrone                | Gewonnen    |
| 2023 | Filmfestival van Venetië | SIGNIS-prijs                                  | Matteo Garrone                | Gewonnen    |
| 2023 | Filmfestival van Venetië | Premio Soundtrack Stars Award                 | Andrea Farri                  | Gewonnen    |